# William H. Crane
Pour les articles homonymes, voir Crane.
Ne pas confondre avec l'homme politique canadien William Crane (1785-1853).

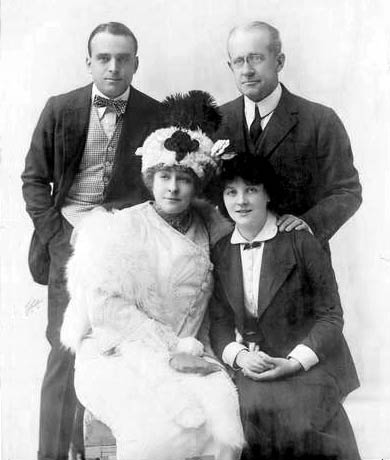
Douglas Fairbanks, William H. Crane, Amelia Bingham et Patricia Collinge (de g. à d.), à Broadway en 1913, dans The New Henrietta (photo promotionnelle)

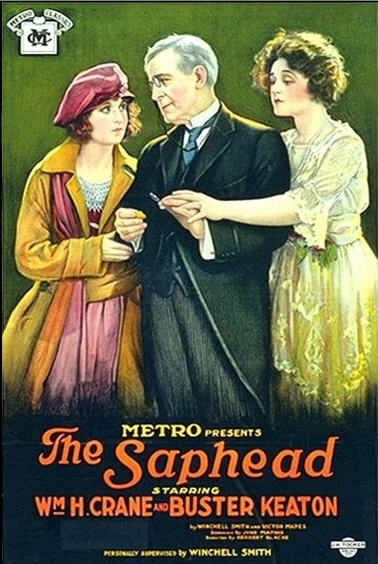
Ce crétin de Malec (1920) : poster promotionnel, avec William H. Crane au centre

William Henry Crane, né le 30 avril 1845 à Leicester (comté de Worcester, Massachusetts) et mort le 7 mars 1928 à Los Angeles (quartier d'Hollywood, Californie), est un acteur américain, connu comme William H. Crane (ou William Crane ou Wm. H. Crane).

## Biographie
William H. Crane débute en 1863 au théâtre, où il est très actif durant sa carrière. Il joue notamment à Broadway (New York), où il débute dans une adaptation de l'opéra bouffe Le Petit Faust d'Hervé (1870). Ultérieurement sur les planches new yorkaises, mentionnons un autre opéra bouffe, La Grande-duchesse de Gérolstein de Jacques Offenbach (adaptation de 1872), ainsi que les pièces Le Mari de la débutante d'Henri Meilhac et Ludovic Halévy (1898), David Harum d'après le roman d'Edward Noyes Westcott (en) (rôle-titre, 1900-1901), et Les affaires sont les affaires d'Octave Mirbeau (adaptation de 1904).
Sa dernière pièce à Broadway est The New Henrietta de Bronson Howard, Victor Mapes (en) et Winchell Smith (en) (1913-1914, avec Douglas Fairbanks et Patricia Collinge).
Au cinéma, William H. Crane contribue à neuf films muets américains, depuis le court métrage The Coward's Flute d'Ulysses Davis (en) (1911) jusqu'à Petite Madame (en) d'Hobart Henley (1924, avec Conrad Nagel et Eleanor Boardman).
Entretemps, il reprend son rôle-titre dans David Harum d'Allan Dwan (adaptation de la pièce éponyme précitée, 1915) et joue aussi entre autres dans Ce crétin de Malec d'Herbert Blaché (adaptation de la pièce précitée The New Henrietta où il reprend son rôle initial, 1920, avec Buster Keaton) et La Sagesse de trois vieux fous de King Vidor (1923, avec Claude Gillingwater et Eleanor Boardman).
Il meurt à 82 ans, en 1928.

## Théâtre à Broadway
- 1870 : Le Petit Faust (Little Faust!), opéra bouffe, musique d'Hervé, livret original d'Hector Crémieux et Adolphe Jaime adapté par Henry B. Farnie
- 1872 : Fortunio and His Gifted Servants!, comédie musicale, musique de Frank A. Howson, lyrics et livret de James Robinson Planche
- 1872 : Prima Donna of a Night, libre adaptation par Frank A. Howson d'œuvres de Jacques Offenbach
- 1872 : The Fair One with Blonde Wig, comédie musicale, musique de Frank A. Howson
- 1872 : La Grande-duchesse de Gérolstein (The Grand Duchess), opéra bouffe, musique de Jacques Offenbach, livret original d'Henri Meilhac et Ludovic Halévy adapté par Frank A. Howson
- 1894 : The Pacific Mail de Paul M. Potter (en) : Sylvanus Urban
- 1895 : His Wife's Father de Martha Morton (en) : Buchanan Billings
- 1896 : The Governor of Kentucky de Franklin Fyles : le gouverneur Lee
- 1896 : A Fool of Fortune de Martha Morton (en) : Elisha Cunningham
- 1898 : A Virginia Courtship d'Eugene W. Presbrey : le colonel Richard Fairfax[2]
- 1898 : His Last Appearance d'A. E. Lancaster
- 1898 : Le Mari de la débutante (His Honor the Mayor) d'Henri Meilhac et Ludovic Halévy, adaptation de Charles Henry Meltzer et A. E. Lancaster : Bartholomew « Jonesy » Jones
- 1898 : Worth a Million d'Eugene W. Presbrey : le colonel Amory West
- 1898 : The Head of the Family de Clyde Fitch et Leo Ditrichstein (en)
- 1899 : Peter Stuyvesant de Brander Matthews et Bronson Howard : rôle-titre
- 1899 : A Rich Man's Son de Michael Morton (+ producteur)
- 1900-1901 : David Harum, adaptation par R. et M. W. Hitchcock du roman David Harum: A Story of American Life  d'Edward Noyes Westcott (en), production de Charles Frohman : rôle-titre (repris en 1902 et 1904)
- 1903 : The Spenders d'Edward E. Rose (en), production de Charles Frohman : Peter Bines
- 1904 : Les affaires sont les affaires (Business Is Business) d'Octave Mirbeau, adaptation de Robert Hichens, production de Charles Frohman : Isidore Izard
- 1906 : The American Lord de Charles T. Dazey (en) et George H. Broadhurst (en), production de Charles Frohman : John Breuster
- 1906 : The Price of Money d'Alfred Suto, production de Charles Frohman
- 1908 : Father and the Boys de George Ade (en), production de Charles Frohman : Lemuel Moreword
- 1911-1912 : The Senator Keeps House de Marthe Morton (en) : le sénateur Larkin
- 1912 : A Fool of Fortune de Martha Morton (en)
- 1913-1914 : The New Henrietta de Bronson Howard, Victor Mapes (en) et Winchell Smith (en) : Nycholas Van Alstyne

## Filmographie complète
- 1911 : The Coward's Flute d'Ulysses Davis (en) (court métrage) : Arthur Paget
- 1912 : Fathers and Sons (court métrage) : Oliver Byron
- 1912 : Lucky Jim (court métrage) : le rancher
- 1915 : David Harum d'Allan Dwan : rôle-titre
- 1920 : Ce crétin de Malec (The Saphead) d'Herbert Blaché : Nicholas Van Alstyne
- 1923 : Âmes à vendre (Souls for Sale) de Rupert Hughes : lui-même
- 1923 : La Sagesse de trois vieux fous (Three Wise Fools) de King Vidor : James Trumbull
- 1924 : Silence sacré (True as Steel) de Rupert Hughes : le commodore Fairfield
- 1924 : Petite Madame (en) (So This Is Marriage) d'Hobart Henley : rôle non spécifié